# 刘刚 (中国农业大学教授)
刘刚（？—）中国农业大学资源环境学院教授，研究领域为土壤物理等。主持包括中国国家自然科学基金在内的多个重点项目，拥有多项授权专利，参编《资源环境系统分析》。

## 生平
1994年获得烟台大学物理专业理学学士学位，1997年获得中国原子能科学研究院核物理专业理学硕士学位，2000年获得北京大学凝聚态物理专业理学博士学位。
2000年起，先后在中国农业大学资源环境学院从事博士后研究、担任教授等。期间曾在萨斯喀彻温大学担任访问学者。